# Wojciech Kozub (biathlonista)
Wojciech Kozub (ur. 20 lipca 1976 w Ratułowie) – polski biathlonista, brązowy medalista mistrzostw świata i trzykrotny medalista mistrzostw Europy.

## Kariera
Zawodnik klubu WKS Legia Zakopane. Pierwsze sukcesy w karierze osiągnął w 1996 roku, kiedy na mistrzostwach świata juniorów w Kontiolahti zdobył brązowe medale w sprincie i biegu indywidualnym.
W zawodach Pucharu Świata zadebiutował 10 grudnia 1994 roku w Bad Gastein, zajmując 85. miejsce w sprincie. Pierwsze pucharowe punkty zdobył 11 grudnia 1997 roku w Östersund, kiedy zajął 16. miejsce w biegu indywidualnym. Nigdy nie stanął na podium indywidualnych zawodów tego cyklu, najwyższą lokatę wywalczył 7 stycznia 2000 roku w Oberhofie, kończąc rywalizację w biegu pościgowym na ósmej pozycji. Najlepsze wyniki osiągnął w sezonie 1999/2000, kiedy zajął 42. miejsce w klasyfikacji generalnej.
Reprezentował Polskę na igrzyskach olimpijskich w Nagano (1998) i igrzyskach w Salt Lake City (2002). Największym sukcesem był brązowy medal w biegu drużynowym na mistrzostwach świata w Osrblie (1997). Partnerami Kozuba w drużynie byli Tomasz Sikora oraz bracia Jan i Wiesław Ziemianinowie. Był też brązowym medalistą w sztafecie na MŚ w Biathlonie Letnim 1998 w Osrblie (razem z Grzegorzem Grzywą, T. Sikorą i Kazimierzem Urbaniakiem). Ponadto zdobył trzy medale mistrzostw Europy: srebrne w sztafecie na ME w Zakopanem (2000) i ME w Haute Maurienne (2001) oraz brązowy w biegu indywidualnym podczas ME w Kontiolahti (2002).
Wielokrotnie zdobywał medale mistrzostw Polski, zarówno w rywalizacji indywidualnej, jak i klubowej (11 tytułów mistrzowskich). Po sezonie 2001/2002 zakończył karierę sportową.
W biathlonie letnim dwukrotnie był mistrzem Polski. W 1999 poślubił biathlonistkę Halinę Pitoń.

## Osiągnięcia

### Igrzyska olimpijskie
| Rok  | Miejscowość    | Konkurencje | Konkurencje | Konkurencje | Konkurencje | Konkurencje | Konkurencje | Konkurencje |
| Rok  | Miejscowość    | IN          | SP          | PU          | MS          | RL          | MR          | SR          |
| ---- | -------------- | ----------- | ----------- | ----------- | ----------- | ----------- | ----------- | ----------- |
| 1998 | Nagano         | 30.         | 23.         | nd.         | nd.         | 5.          | nd.         | –           |
| 2002 | Salt Lake City | 69.         | 18.         | 34.         | nd.         | 9.          | nd.         | –           |

### Mistrzostwa świata
| Rok  | Miejscowość         | Konkurencje | Konkurencje | Konkurencje | Konkurencje | Konkurencje | Konkurencje | Konkurencje |
| Rok  | Miejscowość         | IN          | SP          | PU          | MS          | RL          | MR          | SR          |
| ---- | ------------------- | ----------- | ----------- | ----------- | ----------- | ----------- | ----------- | ----------- |
| 1996 | Ruhpolding          | –           | 56.         | nd.         | nd.         | 7.          | nd.         | –           |
| 1997 | Osrblie             | –           | 26.         | 36.         | nd.         | 6.          | nd.         | –           |
| 1998 | Pokljuka/Hochfilzen | nd.         | nd.         | 39.         | nd.         | nd.         | nd.         | –           |
| 1999 | Kontiolahti/Oslo    | 15.         | 61.         | –           | –           | 14.         | nd.         | –           |
| 2000 | Oslo/Lahti          | 36.         | 59.         | DNS         | –           | 11.         | nd.         | –           |
| 2001 | Pokljuka            | 64.         | 78.         | –           | –           | 6.          | nd.         | –           |

| Rok  | Miejscowość | Bieg drużynowy |
| ---- | ----------- | -------------- |
| 1997 | Osrblie     | 3.             |
| 1998 | Hochfilzen  | 5.             |

### Puchar Świata

#### Miejsca w klasyfikacji generalnej
| Sezon     | Miejsce |
| --------- | ------- |
| 1994/1995 | –       |
| 1995/1996 | –       |
| 1996/1997 | –       |
| 1997/1998 | 60.     |
| 1998/1999 | 46.     |
| 1999/2000 | 42.     |
| 2000/2001 | –       |
| 2001/2002 | 74.     |

#### Miejsca na podium w zawodach
Kozub nigdy nie stanął na podium indywidualnych zawodów PŚ.